# درنچا
درنچا (به صربی: Drenča) یک منطقهٔ مسکونی در صربستان است که در الکساندراواک واقع شده‌است. درنچا ۲۵۵ نفر جمعیت دارد.